# Экономика доступа
Экономика доступа (англ. Access economy) — бизнес-модель, в которой товары и услуги предоставляются на основе доступа, а не права собственности. Термин возник как уточнение понятия англ. sharing economy (экономика совместного использования), поскольку бизнес таких компаний, как Airbnb, Zipcar, Uber и др., не предусматривает никакого совместного использования активов.
В 2015 году объём экономики доступа оценивался в 26 млрд долларов США.

## Экономическая модель
Типичными примерами являются Uber и Airbnb. Эти компании предоставляют технологию, которая связывает поставщиков, желающих сдавать свои активы в аренду, с потребителями, заинтересованными во временном использовании этих активов .
Возникновение и развитие экономики доступа связывают с тем, что доступ к определённым товарам и услугам может быть более привлекательным, чем владение.

## Модель занятости
Экономика доступа вводит в практику новую структуру занятости, в которой превалируют не постоянные, а временные работники. В то время как постоянные работники в традиционных отраслях пользуется преимуществами профсоюзов, оплаты медицинских услуг и права на минимальную оплату труда, работники, занятые в экономике доступа, воспринимаются как фрилансеры. Эти люди не получают пенсионных пособий или других прав и льгот работников по найму.
Исследование, проведенное в 2016 году институтом McKinsey, показало, что в США и Великобритании в общей сложности около 162 миллиона человек было так или иначе занято временной работой. Тем не менее, недавние правовые постановления показали, что наметилась тенденция классифицировать штатных фрилансеров, работающих на одного основного работодателя, как работников по найму, и предоставлять им постоянные права этой категории работников. Типичным примером в этой области является решение суда против Uber, принятое в октябре 2016 года, которое поддержало требование двух водителей Uber в том, чтобы их классифицировали как работников по найму и предоставили соответствующие права и льготы.

## Терминология
Экономика доступа имеет ряд альтернативных названий и связанных понятий:
- Экономика совместного использования
- Экономика по требованию (On-demand economy)
- Экономика замкнутого цикла
- Долевая экономика (Collaborative economy)
- Уберизация
- Экономика временной занятости (Gig economy)
- Экономика Peer-to-Peer (P2P)
- Репутационная экономика (Reputation economy)
- Экономика доверия (Trust economy)

## Воздействие на экономику в целом
Влияние экономики доступа с точки зрения объёма услуг, заработной платы и занятости постоянно растет. Различные оценки показывают, что 30-40 % рабочей силы в США являются работающими неполный рабочий день, временными или внештатными сотрудниками. Однако точные данные о тех, кто выполняет краткосрочные задачи или проекты, найденные с помощью технологических платформ по состоянию на 2015 год отсутствуют.
Экономисты Лоуренс Ф. Кац и Алан Б. Крюгер писали в марте 2016 года, что существует тенденция к увеличению числа работников на альтернативных (неполный или контрактный) рабочих условиях, а не на полный рабочий день. Доля работников в таких организациях выросла с 10,1 % в 2005 году до 15,8 % в конце 2015 года. Кац и Крюгер определили альтернативные условия работы как «работников агентств временной помощи, работников по вызову, работников подрядных компаний и независимых подрядчиков или фрилансеров». По их оценкам, примерно 0,5 % всех работников находят клиентов через онлайн-посредника; это соответствовало двум другим исследованиям, которые оценили это количество в 0,4 % и 0,6 %, соответственно.
На уровне отдельных транзакций устранение бизнес-посредника с более высокими накладными расходами (например, компании такси) с более дешёвой технологической платформой помогает снизить стоимость транзакции для клиента, а также предоставляет возможность дополнительным поставщикам конкурировать путем снижения затрат.
Классическая экономика утверждает, что инновации, которые снижают стоимость товаров и услуг, представляют в целом чистую экономическую выгоду. Однако, как и многие новые технологии и бизнес-инновации, эта тенденция подрывает существующие бизнес-модели и создает проблемы для правительств и регулирующих органов.
Например, должны ли компании, предоставляющие технологическую платформу, нести ответственность за действия поставщиков в своей сети? Должны ли люди в их сети рассматриваться как работники, получающие такие льготы, как здравоохранение и пенсионные планы? Если потребители, как правило, являются лицами с более высокими доходами, а поставщики — лицами с более низкими доходами, будет ли более низкая стоимость услуг (и, следовательно, более низкая компенсация поставщиков) ухудшать неравенство доходов? Это один из многих вопросов, возникающих в экономике доступа

### Плюсы
- Гибкость и удобство. Экономия доступа позволяет работникам устанавливать свое рабочее время. Водитель Uber объясняет: «Гибкость выходит далеко за рамки того времени, которое вы выбираете для работы в любую конкретную неделю. Поскольку вам не нужно брать на себя никаких обязательств, вы можете легко взять отпуск и для важных моментов своей жизни, таких как свадьба, рождение ребёнка и т. д.»[20] Рабочие могут принимать или отклонять дополнительную работу в зависимости от своих потребностей, используя товары, которыми они уже обладают, чтобы зарабатывать деньги.
- Низкие барьеры для входа. В зависимости от своих графиков и ресурсов, работники могут предоставлять услуги более чем в одной области различным компаниям. Это позволяет работникам перемещать и продолжать получать доход. Кроме того, благодаря работе в компаниях с экономикой доступа значительно снижаются операционные издержки, связанные с профессиональными лицензиями. Например, в Нью-Йорке водители такси должны иметь специальные водительские права и проходить обучение и проверку данных[21].
- Максимальная выгода для продавцов и покупателей. Позволяет пользователям повышать уровень жизни, устраняя эмоциональное, физическое и социальное бремя собственности. Без необходимости поддерживать большие запасы снижаются потери собственного веса, цены сохраняются на низком уровне, но при этом остаются конкурентоспособными на рынках.[5]
- Экологическая выгода. Экономика доступа позволяет повторно использовать уже существующие товары. В соответствии с этой бизнес-моделью частные владельцы делятся активами, которыми они владеют, когда они не используются.[22]
- Разрушение монополий. В Зимбабве Airbnb, наряду с другими предприятиями этого типа, привел к росту потребительских выгод, связанных с хорошими ценами и качеством. Эта модель также предоставляет больше возможностей для тех, кто работает не по найму.

### Минусы
- Недостаток вознаграждений работникам: поскольку компании, обеспечивающие доступ, полагаются на независимых подрядчиков, им не предоставляются такие же меры защиты, как и у наемных работников, занятых полный рабочий день, с точки зрения оплаты труда, пенсионных планов, отпусков по болезни и безработицы.[23]
- Расхождения в качестве: поскольку компании с экономикой доступа полагаются на независимых работников, качество обслуживания может различаться у разных работников одной компании. Несмотря на усилия генерального директора Airbnb Брайана Чески по созданию золотого стандарта в отношении безопасности и пожарной опасности, Стивен Хилл из Фонда « Новая Америка» привел свой опыт регистрации, чтобы стать хозяином на Airbnb так же просто, как загрузить несколько фотографий на сайт "и в течение 15 минут мое место было «живым», как прокат Airbnb. Без проверки биографии, без проверки моего удостоверения личности, без подтверждения моих личных данных, без вопросов. Даже не контакт с реальным человеком из их команды доверия и безопасности. Ничего. "[24]. Тем не менее, из-за модели обслуживания репутации, клиентам предоставляется рецензируемый рейтинг подрядчика, и у них есть выбор, продолжать ли транзакцию. В традиционной модели нет информации, выбора или обратной связи — и, следовательно, также могут возникать расхождения в качестве.
- Ответственность: хотя некоторые компании предлагают гарантии ответственности, такие как «Гарантия хозяина» Airbnb, которая обещает выплатить до 1 миллиона убытков, доказать вину крайне сложно.[25]
- Владение и использование: эта экономическая модель размывает разницу между владением и использованием, не устанавливая правила надзора за ними. Это позволяет злоупотреблять или пренебрегать отсутствующими политиками, которые отсутствуют, учитывая особый характер системы.[26]
- Замена небольших местных компаний крупными международными технологическими компаниями. Например, компании такси, как правило, находятся в собственности и управлении, а Uber — в Калифорнии.[27] Таким образом, прибыль компаний такси, как правило, остается локальной, в то время как прибыль от доступа к экономике, большая часть денег идет местному водителю, часть прибыли уходит из местного сообщества.

## Влияние по отраслям

### Такси

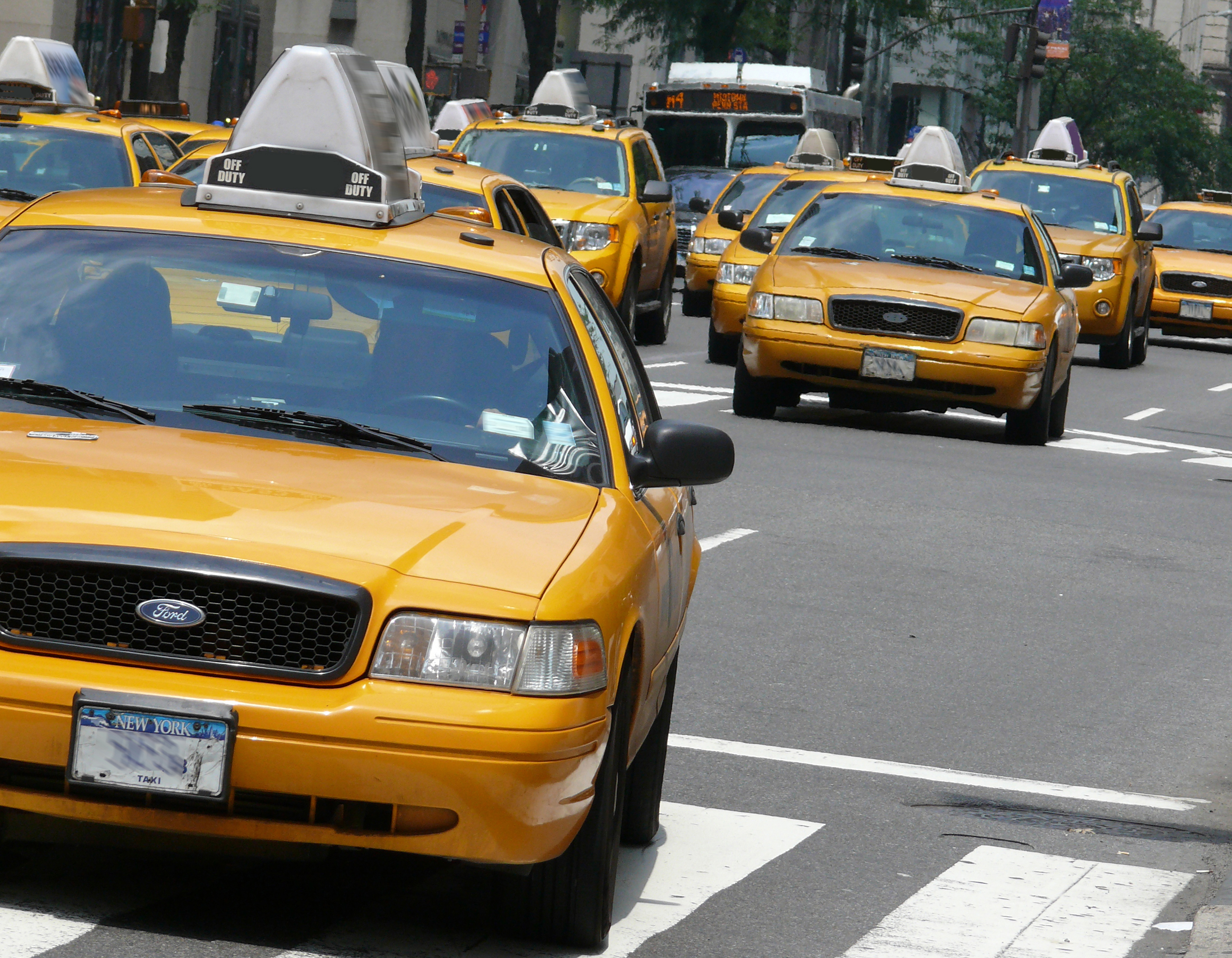
Желтые такси в Нью-Йорке испытали снижение спроса из-за конкуренции с Uber

Исследования показали, что такси Uber составляет заметную конкуренцию традиционным такси в Нью-Йорке, в особенности на Манхэттене.